# Toma cero y a jugar...
Toma cero y a jugar... fue un concurso emitido en España por Telecinco de 19:00 a 20:00 de la tarde. Su primer presentador fue Daniel Domenjó y el siguiente tras la sustitución de éste, el actor David Venancio Muro.

## Presentadores
- Daniel Domenjó (17 de agosto de 2009 – 30 de octubre de 2009)
- David Venancio Muro (2 de noviembre de 2009-19 de marzo de 2010)

## Premios
Los premios eran en metálico y podían variar. Hubo concursantes que se marcharon con alguna cantidad o con 0€. 
En cuanto al dinero en este programa, era diferente a lo habitual. En este caso no se ganaba conforme avanzaba el programa hasta llegar a una suma total, sino que el concursante ya empezaba con el premio total —120.000€— y el programa consistía en el desafío de mantenerlos para llegar a la final con la cantidad más alta posible.

## Forma de juego
Los dos concursantes, con tres miembros de las respectivas familias cada uno, deben responder a las preguntas de forma correcta para evitar perder dinero y ganar al contrincante. El concurso se articula en dos fases.

### Primera fase
El concurso retrata el enfrentamiento entre dos familias con tres miembros cada una (más el que juega), que luchan en un juego de preguntas y respuestas de test y en las cuales las dos familias parten de un jugoso premio de 120.000€. Cada vez que el rival acierte, el otro deberá escoger una libreta, las cuales pueden disminuir o dejar intacta la cantidad del participante, por lo que es recomendable tomar cero. También se puede dar el caso de que uno falle una cuestión, por lo que él mismo deberá escoger una libreta por la cara. Las libretas están integradas en dos grupos de chicos y chicas con 10 integrantes cada uno, y las cantidades oscilan entre el 0 y los 30.000€ en la fase inicial. El concurso tenía una media del 12% de cuota de audiencia.

### La fase final
El participante que menos dinero haya perdido después de 5 tandas de preguntas pasará a este fase. Aquí jugamos con 10 libretas con 5 ceros, y las cantidades de 10.000€, 20.000€, 30.000€, 40.000€ y 50.000€, que tienen la función de bajar el caudal del concursante. Cada vez que se tome libreta se descartará una puerta de las 7 disponibles, las cuales 1 de ellas esconde la caja fuerte con el dinero que disponga el participante en ese momento. Cuando llegue el momento de plantarse, se marcará una puerta, que será la decisión final, y a cambio de jugárselo todo entre ganar el dinero o irse sin nada, la dirección del programa hará una oferta en forma de cheque que incluirá una suma de dinero segura mucho menor de la que incluye la puerta. El precio del cheque es más alto cuando más puertas se hayan descartado, y el dinero que tenga en ese instante también influye para que sea mayor la cantidad.
El programa fue retirado en abril de 2010 por su baja audiencia.

### Episodios y audiencias
| Temporada | Temporada | Episodios | Estreno                | Final                 | Audiencia media | Audiencia media | Audiencia media |
| Temporada | Temporada | Episodios | Estreno                | Final                 | Espectadores    | Cuota           |                 |
| --------- | --------- | --------- | ---------------------- | --------------------- | --------------- | --------------- | --------------- |
|           | 1         | 52        | 17 de agosto de 2009   | 30 de octubre de 2009 | 949 000         | 11,7%           |                 |
|           | 2         | 94        | 2 de noviembre de 2009 | 19 de marzo de 2010   | 1 185 000       | 10,4%           |                 |
| Total     | Total     | 146       | 2009                   | 2010                  | 1 067 000       | 11,0%           |                 |

### Primera temporada (2009)
| 1  | 17 de agosto de 2009     | 909 000 (13,6%)   |
| 2  | 18 de agosto de 2009     | 793 000 (12,2%)   |
| 3  | 19 de agosto de 2009     | 900 000 (13,0%)   |
| 4  | 20 de agosto de 2009     | 718 000 (10,3%)   |
| 5  | 21 de agosto de 2009     | 765 000 (11,5%)   |
| 6  | 24 de agosto de 2009     | 777 000 (11,3%)   |
| 7  | 25 de agosto de 2009     | 825 000 (11,7%)   |
| 8  | 26 de agosto de 2009     | 820 000 (12,8%)   |
| 9  | 27 de agosto de 2009     | 823 000 (12,4%)   |
| 10 | 28 de agosto de 2009     | 1 039 000 (14,5%) |
| 11 | 31 de agosto de 2009     | 1 162 000 (15,5%) |
| 12 | 1 de septiembre de 2009  | 924 000 (12,7%)   |
| 13 | 2 de septiembre de 2009  | 934 000 (13,2%)   |
| 14 | 3 de septiembre de 2009  | 981 000 (13,9%)   |
| 15 | 4 de septiembre de 2009  | 779 000 (10,9%)   |
| 16 | 7 de septiembre de 2009  | 892 000 (12,8%)   |
| 17 | 8 de septiembre de 2009  | 1 006 000 (13,5%) |
| 18 | 9 de septiembre de 2009  | 753 000 (9,7%)    |
| 19 | 10 de septiembre de 2009 | 990 000 (14,3%)   |
| 20 | 11 de septiembre de 2009 | 879 000 (12,0%)   |
| 21 | 14 de septiembre de 2009 | 1 023 000 (12,3%) |
| 22 | 15 de septiembre de 2009 | 1 026 000 (12,2%) |
| 23 | 16 de septiembre de 2009 | 901 000 (9,6%)    |
| 24 | 18 de septiembre de 2009 | 968 000 (11,9%)   |
| 25 | 21 de septiembre de 2009 | 1 042 000 (13,1%) |
| 26 | 22 de septiembre de 2009 | 978 000 (12,1%)   |
| 27 | 23 de septiembre de 2009 | 1 050 000 (13,1%) |
| 28 | 24 de septiembre de 2009 | 1 069 000 (14,2%) |
| 29 | 25 de septiembre de 2009 | 993 000 (13,7%)   |
| 30 | 28 de septiembre de 2009 | 1 021 000 (12,1%) |
| 31 | 29 de septiembre de 2009 | 1 063 000 (12,3%) |
| 32 | 30 de septiembre de 2009 | 1 091 000 (12,9%) |
| 33 | 2 de octubre de 2009     | 909 000 (11,6%)   |
| 34 | 5 de octubre de 2009     | 898 000 (11,1%)   |
| 35 | 6 de octubre de 2009     | 951 000 (12,3%)   |
| 36 | 7 de octubre de 2009     | 972 000(11,7%)    |
| 37 | 8 de octubre de 2009     | 895 000 (11,7%)   |
| 38 | 9 de octubre de 2009     | 920 000 (12,3%)   |
| 39 | 12 de octubre de 2009    | 1 133 000 (11,2%) |
| 40 | 13 de octubre de 2009    | 976 000 (12,0%)   |
| 41 | 14 de octubre de 2009    | 877 000 (10,7%)   |
| 42 | 15 de octubre de 2009    | 967 000 (12,0%)   |
| 43 | 16 de octubre de 2009    | 955 000 (11,5%)   |
| 44 | 19 de octubre de 2009    | 974 000 (10,7%)   |
| 45 | 20 de octubre de 2009    | 1 024 000 (10,1%) |
| 46 | 21 de octubre de 2009    | 1 193 000 (12,0%) |
| 47 | 23 de octubre de 2009    | 904 000 (10,2%)   |
| 48 | 26 de octubre de 2009    | 954 000 (9,7%)    |
| 49 | 27 de octubre de 2009    | 977 000 (9,8%)    |
| 50 | 28 de octubre de 2009    | 981 000 (9,7%)    |
| 51 | 29 de octubre de 2009    | 1 040 000 (10,6%) |
| 52 | 30 de octubre de 2009    | 972 000 (10,6%)   |

### Segunda temporada (2009-2010)
| 1  | 2 de noviembre de 2009  | 1 416 000 (12,9%) |
| 2  | 3 de noviembre de 2009  | 1 371 000 (12,7%) |
| 3  | 4 de noviembre de 2009  | 1 383 000 (12,4%) |
| 4  | 6 de noviembre de 2009  | 1 245 000 (12,4%) |
| 5  | 9 de noviembre de 2009  | 1 240 000 (11,1%) |
| 6  | 10 de noviembre de 2009 | 1 285 000 (12,1%) |
| 7  | 11 de noviembre de 2009 | 1 423 000 (13,2%) |
| 8  | 12 de noviembre de 2009 | 1 343 000 (12,8%) |
| 9  | 13 de noviembre de 2009 | 1 271 000 (12,3%) |
| 10 | 16 de noviembre de 2009 | 1 453 000 (13,0%) |
| 11 | 17 de noviembre de 2009 | 1 262 000 (11,6%) |
| 12 | 18 de noviembre de 2009 | 1 334 000 (12,6%) |
| 13 | 19 de noviembre de 2009 | 1 293 000 (12,2%) |
| 14 | 20 de noviembre de 2009 | 1 343 000 (12,9%) |
| 15 | 23 de noviembre de 2009 | 1 483 000 (13,2%) |
| 16 | 24 de noviembre de 2009 | 1 326 000 (12,2%) |
| 17 | 25 de noviembre de 2009 | 1 395 000 (12,6%) |
| 18 | 26 de noviembre de 2009 | 1 367 000 (12,7%) |
| 19 | 27 de noviembre de 2009 | 1 335 000 (12,8%) |
| 20 | 30 de noviembre de 2009 | 1 329 000 (11,4%) |
| 21 | 1 de diciembre de 2009  | 1 448 000 (13,0%) |
| 22 | 2 de diciembre de 2009  | 1 349 000 (12,3%) |
| 23 | 4 de diciembre de 2009  | 1 405 000 (13,0%) |
| 24 | 7 de diciembre de 2009  | 1 320 000 (12,0%) |
| 25 | 8 de diciembre de 2009  | 1 498 000 (10,8%) |
| 26 | 9 de diciembre de 2009  | 1 452 000 (13,4%) |
| 27 | 10 de diciembre de 2009 | 1 272 000 (12,1%) |
| 28 | 11 de diciembre de 2009 | 1 209 000 (11,8%) |
| 29 | 14 de diciembre de 2009 | 1 451 000 (11,7%) |
| 30 | 15 de diciembre de 2009 | 1 335 000 (11,7%) |
| 31 | 16 de diciembre de 2009 | 1 442 000 (12,1%) |
| 32 | 18 de diciembre de 2009 | 1 320 000 (11,6%) |
| 33 | 21 de diciembre de 2009 | 1 439 000 (12,1%) |
| 34 | 22 de diciembre de 2009 | 1 419 000 (13,0%) |
| 35 | 28 de diciembre de 2009 | 1 238 000 (10,8%) |
| 36 | 29 de diciembre de 2009 | 1 398 000 (12,5%) |
| 37 | 7 de enero de 2010      | 1 337 000 (10,5%) |
| 38 | 8 de enero de 2010      | 1 373 000 (10,9%) |
| 39 | 11 de enero de 2010     | 1 359 000 (11,4%) |
| 40 | 12 de enero de 2010     | 1 415 000 (11,7%) |
| 41 | 13 de enero de 2010     | 1 443 000 (12,2%) |
| 42 | 14 de enero de 2010     | 1 330 000 (11,6%) |
| 43 | 15 de enero de 2010     | 1 269 000 (11,8%) |
| 44 | 18 de enero de 2010     | 1 257 000 (11,2%) |
| 45 | 19 de enero de 2010     | 1 222 000 (11,0%) |
| 46 | 20 de enero de 2010     | 1 382 000 (12,4%) |
| 47 | 21 de enero de 2010     | 1 173 000 (11,4%) |
| 48 | 22 de enero de 2010     | 1 174 000 (10,9%) |
| 49 | 25 de enero de 2010     | 1 295 000 (10,9%) |
| 50 | 26 de enero de 2010     | 1 382 000 (11,8%) |
| 51 | 27 de enero de 2010     | 1 390 000 (11,9%) |
| 52 | 28 de enero de 2010     | 1 274 000 (11,6%) |
| 53 | 29 de enero de 2010     | 1 171 000 (11,1%) |
| 54 | 1 de febrero de 2010    | 1 291 000 (11,7%) |
| 55 | 2 de febrero de 2010    | 1 193 000 (11,2%) |
| 56 | 3 de febrero de 2010    | 1 255 000 (11,7%) |
| 57 | 4 de febrero de 2010    | 1 277 000 (11,4%) |
| 58 | 5 de febrero de 2010    | 1 033 000 (10,5%) |
| 59 | 8 de febrero de 2010    | 1 260 000 (11,2%) |
| 60 | 9 de febrero de 2010    | 1 303 000 (11,7%) |
| 61 | 10 de febrero de 2010   | 1 127 000 (10,3%) |
| 62 | 11 de febrero de 2010   | 1 275 000 (11,5%) |
| 63 | 12 de febrero de 2010   | 1 157 000 (10,4%) |
| 64 | 15 de febrero de 2010   | 1 417 000 (11,7%) |
| 65 | 16 de febrero de 2010   | 1 225 000 (10,7%) |
| 66 | 17 de febrero de 2010   | 1 158 000 (10,5%) |
| 67 | 18 de febrero de 2010   | 1 231 000 (10,7%) |
| 68 | 19 de febrero de 2010   | 1 125 000 (10,5%) |
| 69 | 22 de febrero de 2010   | 1 241 000 (11,0%) |
| 70 | 23 de febrero de 2010   | 1 172 000 (10,2%) |
| 71 | 24 de febrero de 2010   | 1 010 000 (8,9%)  |
| 72 | 25 de febrero de 2010   | 1 367 000 (12,1%) |
| 73 | 26 de febrero de 2010   | 1 131 000 (11,0%) |
| 80 | 1 de marzo de 2010      | 1 185 000 (10,6%) |
| 81 | 2 de marzo de 2010      | 1 089 000 (9,5%)  |
| 82 | 3 de marzo de 2010      | 1 126 000 (10,1%) |
| 83 | 4 de marzo de 2010      | 1 004 000 (10,1%) |
| 84 | 5 de marzo de 2010      | 960 000 (9,2%)    |
| 85 | 8 de marzo de 2010      | 1 172 000 (9,7%)  |
| 86 | 9 de marzo de 2010      | 1 209 000 (11,4%) |
| 87 | 10 de marzo de 2010     | 1 223 000 (11,4%) |
| 88 | 11 de marzo de 2010     | 1 051 000 (10,0%) |
| 89 | 12 de marzo de 2010     | 1 049 000 (10,2%) |
| 90 | 15 de marzo de 2010     | 1 081 000 (10,5%) |
| 91 | 16 de marzo de 2010     | 964 000 (9,9%)    |
| 92 | 17 de marzo de 2010     | 1 002 000 (10,6%) |
| 93 | 18 de marzo de 2010     | 936 000 (10,3%)   |
| 94 | 19 de marzo de 2010     | 962 000 (9,7%)    |

### Especiales (2009-2010)
| 1 | 23 de diciembre de 2009 | 1 230 000 (12,0%) |
| 2 | 30 de diciembre de 2009 | 1 283 000 (12,3%) |
| 3 | 31 de diciembre de 2009 | 1 456 000 (12,8%) |
| 4 | 4 de enero de 2010      | 1 146 000 (10,3%) |
| 5 | 5 de enero de 2010      | 1 073 000 (10,9%) |